# Sabah Progressive Party
Die Sabah Progressive Party (SAPP, auch Parti Maju Sabah) ist eine politische Partei, die ihre Wurzeln im malaysischen Bundesstaat Sabah hat.
Dissidenten der Partei Parti Bersatu Sabah unter der Führung des früheren Ministerpräsidenten von Sabah Yong Teck Lee gründeten die SAPP am 21. Januar 1994 und schlossen sich mit der neuen Partei der Koalitionsregierung Barisan Nasional an. Im September 2008 verließ die SAPP offiziell die BN, um eine unabhängige Politik betreiben zu können. Die Partei stellt eine Abgeordnete in der gesetzgebenden Versammlung von Sabah (Stand 2021).

## Rückzug aus der Regierungskoalition
Bei den landesweiten Wahlen am 8. März 2008 gewann die SAPP zwei Parlamentssitze. Nach der Wahl wurden in Sabah seitens mehrerer politischer Parteien Stimmen laut, die eine größere Unabhängigkeit des Bundesstaats von der malaysischen Regierung forderten.
Als Reaktion darauf kündigte der Vorsitzende der SAPP Yong Teck Lee am 18. Juni 2008 an, dass die Partei beabsichtige, am 23. Juni im Dewan Rakyat ein Misstrauensvotum gegen Premierminister Abdullah Ahmad Badawi einzubringen. Ziel sei ein Rücktritt des Premiers. Die Partei warf der Regierung vor, die Interessen Sabahs unzureichend zu vertreten und äußerte, dass sie die „die Gunst der Stunde“ für das Wohl Sabahs einschließlich dessen Autonomie, die Rückgabe Labuans und die Erhöhung des Anteils an den Einkünften aus der Ölförderung auf 20 % nutzen wolle.
Die Mehrheit der Bevölkerung Sabahs zeigte sich mit dem Misstrauensvotum der SAPP gegen Premierminister Abdullah, dem eine Reihe von Unregelmäßigkeiten zusammen mit Bestechungsvorwürfen und Machtmissbrauch vorgeworfen wurde. Im Gegenzug ließ der der Koalitionsausschuss der SAPP am 26. August ein Ultimatum zustellen, in dem die Partei aufgefordert wurde, sich binnen einer Frist von 30 Tagen zu erklären oder entsprechenden Konsequenzen entgegenzusehen.
Am 17. September 2008 verließ die  Sabah Progressive Party (SAPP) die Koalitionsregierung Barisan Nasional. Diese Entscheidung hatte aber auch ihren Preis: Der Stellvertretende Parteivorsitzende, einer der Vize-Präsidenten und der Chef der Jugendorganisation widersetzten sich der Entscheidung und verließen die Partei. Weitere 2000 Parteimitglieder solidarisierten sich mit den Dissidenten und verließen ebenfalls die Partei.